# Ulica Wilanowska w Warszawie
Ulica Wilanowska – ulica w śródmieściu Warszawy biegnąca od ulicy Solec do ulicy Czerniakowskiej.

## Historia
Ulica pojawiła się po raz pierwszy na planie Lindleya m.st. Warszawy w 1900.
W 1928 w narożniku ulic: Okrąg, Czerniakowskiej i Wilanowskiej wzniesiono dom mieszkalny pracowników Banku Polskiego zaprojektowany przez Stanisława Filasiewicza. Frontowa część budynku uległa zniszczeniu w 1944, natomiast skrzydła od strony ulic Okrąg i Wilanowskiej przetrwały wojnę.
W czasie powstania warszawskiego we wrześniu 1944 w rejonie ulicy Wilanowskiej toczyły się ciężkie walki. Ulica została przegrodzona barykadami. 19 i 20 września 1944 cofający się pod naporem wojsk niemieckich powstańcy i żołnierze 3 Dywizji Piechoty im. Romualda Traugutta, którzy 16 września rozpoczęli desant na tzw. przyczółku czerniakowskim, kontrolowali już tylko niewielki obszar ograniczony brzegiem Wisły i ulicami: Wilanowską, Idźkowskiego i Zagórną. Broniona do 23 września kamienica nr 1 była ostatnim punktem oporu Polaków na Górnym Czerniakowie. Oddziały niemieckie dopuściły się w rejonie tej ulicy wielu mordów na powstańcach i ludności cywilnej. Na terenie pomiędzy ulicami: Wilanowską, Solec, Zagórną i Czerniakowską zamordowano kilkaset osób, wśród nich kapelana zgrupowania „Kryska” ks. Józefa Stanka.
W 1950 nazwę ulicy zmieniono na Gwardzistów. Pierwotną nazwę przywrócono w drugiej połowie lat 90..
W 1951 na gruzach dawnej zabudowy, w tym zniszczonych magazynów „Społem” oraz innych budynków po nieparzystej stronie ulicy, utworzono Centralny Park Kultury (obecnie park Marszałka Edwarda Rydza-Śmigłego). W 1997 w miejscu zniszczonego i rozebranego po wojnie budynku nr 1 odsłonięto upamiętnienie ks. Józefa Stanka, oddziałów powstańczych i ludności cywilnej.

## Inne informacje
W Warszawie istnieje jeszcze dwie ulice o takiej samej nazwie: aleja Wilanowska na Mokotowie oraz ulica Wilanowska w Wesołej.

## Upamiętnienia
- Głaz upamiętniający ks. Józefa Stanka (przy skrzyżowaniu z ul. Solec)[16].
- Tablica pamiątkowa Tchorka (nr 6)[17].
- Tablica upamiętniająca żołnierzy zgrupowań AK „Kryska” i „Radosław” oraz żołnierzy 9 Pułku Piechoty 3 Dywizji Piechoty im. Romualda Traugutta broniących kamienicy przy ul. Wilanowskiej 1 (ul. Solec 57, od strony ul. Wilanowskiej).
- Upamiętnienie 535 plutonu Słowaków na skwerze Mirosława Iringha (u zbiegu z ulicami Czerniakowską i Okrąg)[18].